# فابیان لینهارد
فابیان لینهارد (انگلیسی: Fabian Lienhard؛ زادهٔ ۳ سپتامبر ۱۹۹۳ ‏(۳۱ سال)) دوچرخه‌سوار اهل سوئیس است.
از باشگاه‌هایی که در آن بازی کرده‌است می‌توان به تیم بی‌ام‌سی اشاره کرد.